# بلسان إفريقي
البلسان الإفريقي أو مُقل أو مُقل مَكّي (الاسم العلمي: Commiphora africana)، ويعرف عادةً باسم المر الإفريقي، نوع نباتي شجري نفضي صغير ينتمي إلى الفصيلة البخورية، وهي فصيلة شبيهة بالبطمية. وتوجد على نطاق واسع في إفريقيا جنوب الصحراء الكبرى في أنغولا وبوتسوانا وبوركينا فاسو وتشاد وإريتريا وإثيوبيا وموريتانيا وموزمبيق وناميبيا والنيجر والسنغال والصومال وجنوب إفريقيا والسودان وسوازيلند وتنزانيا وأوغندا وزامبيا وزيمبابوي.